# Monts de Daïa
Monts de Daïa är en bergskedja i Algeriet.   Den ligger i provinsen Sidi Bel Abbès, i den norra delen av landet, 400 km sydväst om huvudstaden Alger.